# サウンドファースト
サウンドファースト（Sound1st.）とは、かつて存在したCDなど音楽・映像ソフトチェーンのブランド名である。

## 概要
店舗運営は阪急電鉄流通事業本部の経営で阪急リテールズが運営する形態で1998年（平成10年）に阪急三宮駅に1号店が開業して以来、阪急沿線を中心に店舗展開されていた。
スルッとKANSAIが発行するICカードPiTaPaを使用した決済が可能なことも強みの1つであった。
2008年（平成20年）4月1日に他の流通事業と共に阪急電鉄から阪急リテールズに移管されて同社の経営する店舗の一つとなった。
しかし、近年のCDなど音楽・映像ソフト市場の縮小から、事業を継続することが困難と判断し、2011年（平成23年）6月末の梅田店閉店をもって全ての店舗を閉鎖、本事業から完全に撤退した。
ただし、ブックファーストと同居していた複合店舗では、ブックファーストが継続営業している場合、CD売り場として残っていることもある。
(ポイントカードは2011年（平成23年）6月末に廃止)

## 過去に存在した店舗の一覧
近畿圏
- 西宮店（2011年（平成23年）2月28日閉店）
- 六甲店（2010年（平成22年）11月27日音楽・映像ソフト取扱終了、ブックファーストのみ継続）
- 茨木店（2010年（平成22年）6月23日閉店）
- 高槻店（2010年（平成22年）6月16日閉店）
- 三宮店（2010年（平成22年）3月13日閉店）
- デュー阪急山田店（2011年（平成23年）5月8日音楽・映像ソフト取扱終了、ブックファーストのみ継続）
- 梅田店（2011年（平成23年）6月27日閉店）
- クリスタ長堀店（ブックファーストのみ継続、ただしブックファーストのみとなった後も2012年1月22日までは音楽・映像ソフトを取り扱っていた。）
- エビスタ西宮店（ブックファーストのみ継続）
- 曽根店（ブックファーストのみ継続）
- ミュー阪急桂店（ブックファーストのみ継続）
- 四条大宮店（ブックファーストのみ継続）

首都圏
- 秋葉原店（2009年（平成21年）3月19日閉店）
- 大井町店（2010年（平成22年）11月27日音楽・映像ソフト取扱終了）